# Shanfara
Thābit ibn Aws (o Malik) al-Zahrānī al-Awāsī (Arabo ثابت بن الأواسي), più noto con il soprannome di al-Shanfarā al-Awāsī (Arabo الشنفرى الأواسي), o semplicemente al-Shanfarā (Arabo الشنفرى) (V secolo – 525) è stato un poeta arabo pre-islamico degli aghriba, ossia dei "corvi", così chiamati per via del colorito scuro della loro pelle.

## Biografia
Thābit bin Malik faceva parte dei Banū l-Iwās b. al-Ḥajr b. al-Aws, del lignaggio dei bin al-Ḥārith bin Rabīʿa, del ramo minoritario dei bin al-Hinw, appartenenti a loro volta al gruppo tribale dei bin al-Azd. Si ritiene che il suo soprannome, al-Shanfarā al-Azdī, significhi "dalle labbra tumide". Sembra sia vissuto immediatamente prima della diffusione dell'Islam, tra la fine del V e gli inizi del VI secolo. Appartenente alla tribù degli Azd, fu dalla sua stessa tribù messo al bando (di solito ciò avveniva per gravi colpe, come un omicidio) ovvero preso prigioniero dai Banū Shabāba b. Fahm b. ʿAmr dei Banū Qays b. ʿAylan per essere poi riscattato non già dalla sua tribù ma da quella dei Banū Salāmān, anch'essi dei Banū al-Azd. 
Shanfarā avrebbe condotto un'esistenza solitaria nell'inospitale deserto dell'Hijaz. La leggenda vuole inoltre che egli avesse giurato di vendicarsi dei torti subiti dai membri della tribù che lo aveva riscattato, rei di avergli negato il matrimonio con Quʿsūs, figlia di un sayyid dei Banū Salāmān, uccidendo cento dei suoi antichi compagni. Sarebbe però morto dopo averne uccisi solo novantanove, anche se il suo teschio, insepolto e sporgente dal suolo, avrebbe causato la caduta e la morte del centesimo, permettendo così al poeta di compiere, postuma, la propria vendetta.

## Poetica
La sua poesia è quella di un ṣuʿlūk, un "poeta vagabondo e brigante", il che lo accomuna ad altri grandi personaggi del mondo poetico della Jāhiliyya, come suo zio materno Taʾabbaṭa Sharran o ʿUrwa b. al-Ward, anch'essi reietti dalla loro tribù e raminghi solitari per il deserto. 
Pochi sono i versi, circa 191, che di lui ci rimangono. In particolare, la sua poesia più celebre è la Lāmiyyat al-ʿArab: "Poesia in rima lām degli Arabi", una qaṣīda di 68 distici, notissima fra gli Arabi, per i suoi versi incalzanti e per il suo rude e il folgorante incipit, in cui descrive se stesso e la propria vita nel deserto:
oppure quando descrive la fame che sempre lo accompagnava in quelle inospitali contrade:
È la sua una poesia piena di immagini naturalistiche, come quando descrive le "giornate di canicola, dal barbaglio fondente, in cui le vipere si torcono sui ciottoli arsi dal sole", o quando paragona la propria vita a quella dello sciacallo:
(traduzione di Francesco Gabrieli)
Asciuttamente amari i versi sulla sua futura morte, a dimostrazione del diffuso stoico fatalismo dei beduini arabi della jāhiliyya:

(K. al-aghānī, XXI, p. 188, trad. di F. Gabrieli)

## Influenze
- Una qaṣīda di Shanfarā è stata utilizzata dal gruppo musicale italiano Area per il testo della canzone Il bandito del deserto dall'album 1978 gli dei se ne vanno, gli arrabbiati restano! (1978).
- Alcuni versi di Shanfara sono citati nel fumetto  Unknow - lo sconosciuto di Magnus